# San Lorenzo Texmelucan
San Lorenzo Texmelucan è un comune del Messico, situato nello stato di Oaxaca.